# Jacob Laursen
Jacob Thaysen-Laursen (Vejle, 1971. október 6. –), dán válogatott labdarúgó.
A dán válogatott tagjaként részt vett az 1998-as világbajnokságon, az 1995-ös konföderációs kupán, az 1992. évi nyári olimpiai játékokon és az 1996-os Európa-bajnokságon.

## Sikerei, díjai
Silkeborg
- Dán bajnok (1): 1994

FC København
- Dán bajnok (1): 2001

Dánia
- Konföderációs kupa győztes (1): 1995